# Сераорганические соединения
Сераоргани́ческие соедине́ния — класс органических соединений, содержащих в молекуле атом серы, связанный с органическим остатком с помощью связей С—S или через гетероатомы, чаще всего кислород или азот.

## Классификация сераорганических соединений
Сераорганические соединения чаще всего представлены соединениями, содержащими S(II), к которым относятся:
- тиолы
- органические сульфиды, в т.ч. циклические (тиираны, тиетаны, тиоланы, тианы и др.)
- органические дисульфиды
- органические полисульфиды
- тиооксиды алкенов
- производные сульфеновых кислот
- тиокарбонильные соединения
- производные тиокарбоновых кислот
- производные тиоугольных кислот

К сераорганическим соединениям S(III) относятся:
- сульфониевые соединения
- илиды серы

Сераорганические соединения S(IV):
- сульфоксиды
- сульфураны
- сульфины
- производные сульфиновых кислот
- органические сульфиты
- сульфимиды
- аминосульфиты
- органические тиосульфиты
- дитиосульфиты
- N-сульфиниламины
- диимины серы

Сераорганические соединения S(VI):
- сульфоны
- сульфены
- органические сульфаты
- сульфоксимиды
- сульфодиимиды
- N-сульфониламиды
- S-оксиды тиофена

## Нахождение в природе
Сераорганические соединения широко представлены в природе. Ими являются:
- аминокислоты — метионин, цистеин, цистин;
- витамины — тиамин, биотин, липоевая кислота, кофермент А.

Широкий спектр сераорганических соединений присутствует в нефтях, каменном угле, сланцах, в природном газе некоторых месторождений.

## Применение
Сераорганические соединения используются как экстрагенты, моющие средства, антиоксиданты, присадки к смазочным маслам, регуляторы вулканизации и радикальной полимеризации и др.